# Hands Across America
Hands Across America — живая цепь из людей и фандрайзинговое мероприятие, прошедшее в воскресенье 25 мая 1986 года в США. От 5 до 6,5 миллионов человек взялись за руки и стояли в течение 15 минут, пытаясь создать непрерывную живую цепь, проходящую через всю территорию США от восточного побережья до западного. Собранные средства были направлены на помощь бедным в Африке и США.
Чтобы зарезервировать место в очереди, многие участники жертвовали по 10 долларов. Вырученные средства были переданы местным благотворительным организациям для борьбы с голодом и бедностью, а также на помощь бездомным. Мероприятие позволило собрать около 15 миллионов долларов на благотворительность после вычета операционных расходов.

## Организация

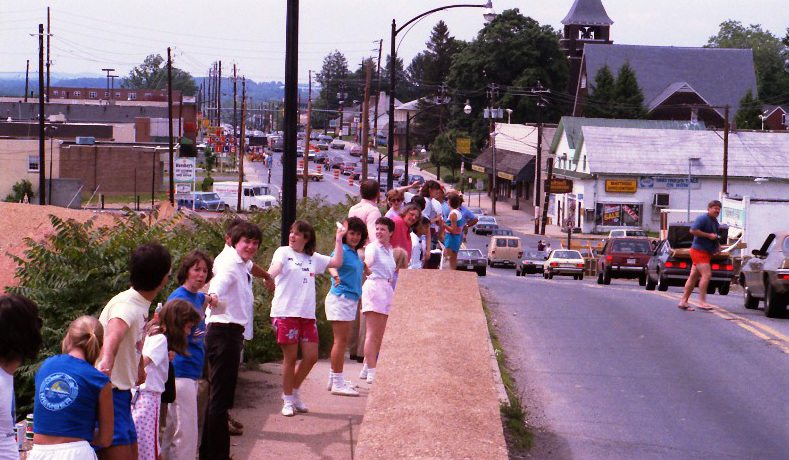
Живая цепь вдоль дороги в Гейтерсберге, штат Мэриленд

Мероприятие было придумано музыкальным менеджером и продюсером Кеном Крагеном. В 15:00 (EST) на востоке и в 12:00 (PT) на западе во время проведения мероприятия на множестве радиостанций играла музыкальная тема под названием «Hands Across America». Песня была написана Марком Блатте, Джоном Карни и Ларри Готлибом, а в ней участвовали сессионные певцы Джо Черисано и Сэнди Фарина, а также группа Toto. Песня достигла 65 строчки в Billboard Hot 100 в 1986 году.
Мероприятие Hands Across America было проектом благотворительной организации USA for Africa, выпустившей успешный благотворительный сингл «We Are the World», в записи которого приняли участие 45 американских артистов. Совокупные доходы, полученные от обоих мероприятий, составили почти 100 миллионов долларов, которые были направлены на борьбу с голодом в Африке, а также с голодом и бездомностью в США.
Время мероприятия совпало с Race Against Time, серии благотворительных забегов по всему миру в рамках Sport Aid. Забеги прошли в 274 городах по всему миру, в США частвовали города Нью-Йорк, Чикаго, Атланта и Сан-Франциско, а также несколько беговых клубов в небольших городах, причём Нью-Йорк принимал флагманскую гонку. Поскольку Hands Across America получило гораздо больше внимания в медиа, только 4000 бегунов приняли участие в New York City for Sport Aid.
Цепь из людей началась в Нижнем Манхэттене с видом на Статую Свободы, прошла через примерно 500 населенных пунктов и закончилась на западном побережье в Лонг Бич. Попытка непрерывной цепи только из людей не удалась, несмотря на достаточное количество участников, виной тому стало их неравномерное распределение. Свободные места между участниками мероприятия заполнялись лентами, верёвками или транспарантами и даже цепочкой из бумажных кукол, сделанных детьми. В цепь входили болельщики на бейсбольных матчах, сотрудники Белого дома, аквалангисты в реках, Микки Маус и Дональд Дак в Диснейленде. Певец Кенни Роджерс устроил концерт на границе Техаса и Нью-Мексико, чтобы люди встали в живую цепь в пустыне.
Hands Across America собрало 34 миллиона долларов. По данным The New York Times, после вычета операционных расходов было распределено 15 миллионов долларов.

## Города
Города, через которые проходила живая цепь Hands Across America и знаменитости, ставшие частью цепи в этих городах:
- Нью-Йорк, штат Нью-Йорк — Брук Шилдс, Лайза Миннелли, Джон Джозеф О’Коннор, Сьюзан Энтон, Грегори Хайнс, Эдвард Джеймс Олмос, Йоко Оно, Гарри Белафонте;
- Трентон, штат Нью-Джерси — Дайон Уорвик, Гай Хатчинсон[англ.], Тони Данца;
- Филадельфия, штат Пенсильвания — Джерри Льюис, Скотт Байо;
- Балтимор, штат Мэриленд — Кенни Бейкер, Эммануэль Льюис;
- Вашингтон, округ Колумбия — Рональд Рейган, Тип О’Нил;
- Питтсбург, Пеннсильвания — Фред Роджерс и Pirate Parrot[англ.]
- Янгстаун, Огайо — Майкл Джексон
- Кливленд, Огайо — Дэвид Копперфильд
- Толидо, Огайо — Джейми Фарр
- Колумбус, Огайо — Майкл Джей Фокс
- Цинциннати, Огайо — Чубакка
- Индианаполис, Индиана
- Шампейн, Иллинойс — Уолтер Пэйтон
- Спрингфилд, Иллинойс — 50 двойников Авраама Линкольна
- Сент-Луис, Миссури — Кэтлин Тёрнер в Воротах на запад
- Мемфис, Теннесси — 54 двойника Элвиса Пресли
- Литл-Рок, Арканзас — губернатор Билл Клинтон
- Амарилло, Техас — Кенни Роджерс, Ли Гринвуд, Тони Дорсетт[англ.] и Renegade[англ.]
- Альбукерке, Нью-Мексико — Дон Джонсон
- Финикс, Аризона — Эд Бегли мл.
- Сан-Бернардино, Калифорния — Боб Сигер и Шарлин Тилтон
- Санта-Моника, Калифорния — Джордж Бёрнс, Джек Янгблад[англ.], Дадли Мур, Ричард Дрейфус и Донна Милз
- Лонг Бич, Калифорния — Микки Маус, Минни Маус, Дональд Дак, Гуфи, Плуто, Роберт Шуллер[англ.], Кенни Логгинс, Джоан Ван Арк, Джон Стэймос, Робин Уильямс, C-3PO (Энтони Дэниелс) и группа Papa Doo Run Run[англ.]

## В массовой культуре
Живая людская цепь через США показана в клипе на песню Майкла Джексона «Cry», сам певец участвовал в Hands Across America в Янгстауне.
В серии «Симпсонов» 1992 года «Брат, одолжи монетку» Гомер Симпсон вспоминает свой сломанный диван и в одном из воспоминаний его семья прямо в доме стоит в живой цепи Hands Across America, тогда как сам Гомер наблюдает за этим событием по телевизору с дивана. Голос репортёра из телевизора сообщает: «За исключением больших пробелов в западных штатах, Hands Across America имела полный успех». Hands Across America появляется в 12 серии 3 сезона телесериала «Голдберги». Это событие занимает важное место в сюжете американского фильма ужасов 2019 года «Мы» режиссёра Джордана Пила.